# 이상대
이상대(1967년 1월 18일 ~)은 태평양, 쌍방울에서 뛴 전 야구 선수다.

## 출신 학교
- 포항제철공업고등학교
- 성균관대학교

## 같이 보기
- 1994년 쌍방울 레이더스 시즌